# Тихоновичі (Логойський район)
Тихоновичі — (біл. вёска Тіхановічы), село (веска) в складі Логойського району розташоване в Мінській області Білорусі, підпорядковане Нестановицькій сільській раді.
Село Тихоновичі розташоване в центральних районах Білорусі, в північній частині Мінської області - орієнтовне розташування.